# American Ballet Theatre
El  American Ballet Theatre  o ABT, es una compañía de ballet establecida en Nueva York. Es una de las compañías más destacadas del siglo XX, y es la más importante de los Estados Unidos.
Hay cuatro niveles en la compañía (en orden ascendente): el Estudio de la Compañía, un corps de Ballet, los solistas, y finalmente los principales.

## Historia
La compañía fue originalmente fundada en 1937 por el bailarín y coreógrafo ruso Mijaíl Mordkin como el Mordkin Ballet, y luego se reorganizó en 1940 con su nuevo nombre como Ballet Theatre, bajo la dirección de Lucia Chase y Rich Pleasant. En 1956 se convertiría en el Teatro de Ballet Estadounidense, y desde entonces ha conservado aquel nombre. La Ópera del Metropolitan en Nueva York es ahora la residencia del Teatro de Ballet Estadounidense.
A lo largo de este tiempo, la compañía ha tenido varios directores artísticos:
- 1940-1980: Lucia Chase y Oliver Smith.
- 1980-1990: Mijaíl Barýshnikov.
- 1990-1992: Jane Hermann and Oliver Smith.
- 1992-actualidad: Kevin McKenzie.

Tras años de carencia de un coreógrafo propio, en enero de 2009, McKenzie contrató a Alekséi Ratmanski en calidad de "Artist in Residence".
En 1960, se convirtió en la primera compañía estadounidense en danzar en la Unión Soviética.
Entre los bailarines principales han estado Mijaíl Barýshnikov, Julio Bocca, Alicia Alonso, Erik Bruhn, Anton Dolin, Leslie Browne y Natalia Makarova.

## Repertorio

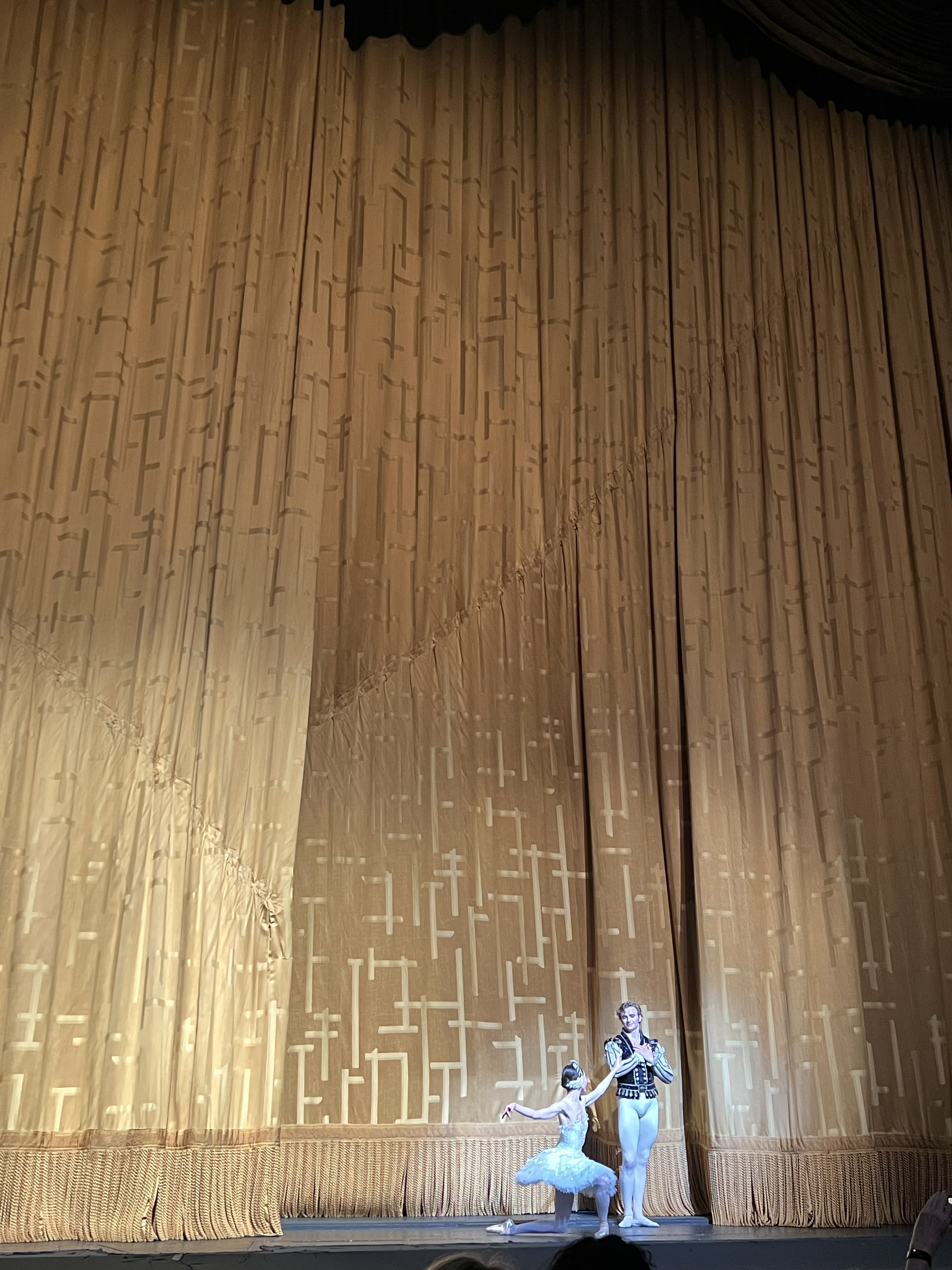
Los bailarines del American Ballet Theatre Hee Seo, como Odette-Odile. y Aran Bell, como el príncipe Siegfried, interpretan El Lago de los Cisnes (Metropolitan Opera House en el Lincoln Center, Manhattan, New York) 22 de julio de 2022

Muchos coreógrafos han montado obras para el ABT, entre ellos George Balanchine, Adolph Bolm, Michel Fokine, Léonide Massine y Bronislava Nijinska. Antony Tudor, el coreógrafo británico, hizo su debut estadounidense con la compañía. Agnes de Mille montó la mayoría de sus trabajos de ballet con el ABT. Entre otros están Jerome Robbins, Twyla Tharp y Alvin Ailey. La producción del ABT de 1976 de El Cascanueces, protagonizada por Mijaíl Barýshnikov y Gelsey Kirkland, fue televisada en 1977 y se ha convertido en un clásico de la TV. Su Temporada de primavera 2006 en el Met incluye: Manon, Le Corsaire, Giselle, El lago de los cisnes, Cenicienta, Sylvia y un festival Stravinski. Su temporada de invierno 2006 en el City Center incluirá Fancy Free, Clear, Meadow, Rodeo, La siesta del fauno, In the Upper Room, The Green Table, Sinatra Suite, Symphonie Concertante, Drink To Me Only With Thine Eyes, Dark Elegies, una nueva obra de Elo, y varios pas de deux de otros ballets. 
Hoy el ABT anima al desarrollo de la danza y la coreografía al tener una sesión veraniega de cuidados intensivos para jóvenes a lo largo del país. También, la Escuela Jacqueline Kennedy Onassis enseña el estilo específicamente usado para el ABT.